# Primera División de Costa Rica 1947
Die Saison 1947 war die 27. Spielzeit der Primera División de Costa Rica, der höchsten costa-ricanischen Fußballliga. Es nahmen sieben Mannschaften teil. Heredia gewann zum 11. Mal in der Vereinsgeschichte die Meisterschaft.

## Austragungsmodus
- Die sieben teilnehmenden Mannschaften trafen insgesamt zweimal im Modus Jeder gegen Jeden aufeinander.
- Die beiden bestplatzierten Mannschaften spielten einem Playoff-Spiel den Meister aus.
- Der Letztplatzierte bestritt ein Relegationsspiel gegen den Meister der Zweiten Liga.

## Endstand

### Hauptrunde
| Pl.             | Verein                       | Sp. | S | U | N | Tore  | Diff. | Punkte |
| --------------- | ---------------------------- | --- | - | - | - | ----- | ----- | ------ |
| 01              | CS La Libertad (M)           | 12  | 7 | 2 | 3 | 37:19 | 18    | 16     |
| 02              | CS Herediano                 | 12  | 8 | 0 | 4 | 47:32 | 15    | 16     |
| 03              | Orión FC                     | 12  | 7 | 1 | 4 | 32:25 | 7     | 15     |
| 04              | CF Universidad de Costa Rica | 12  | 3 | 4 | 5 | 30:35 | −5    | 10     |
| 05              | LD Alajuelense               | 12  | 5 | 0 | 7 | 35:41 | −6    | 10     |
| 06              | SG Española                  | 12  | 4 | 2 | 6 | 32:45 | −13   | 10     |
| 07              | CS Cartaginés                | 12  | 2 | 3 | 7 | 31:47 | −16   | 7      |
| Stand: Endstand |                              |     |   |   |   |       |       |        |

### Meisterschaftsfinale
| Tabellenerster | Gesamt | Tabellenzweiter | Hinspiel | Rückspiel | Entscheidungsspiel |
| -------------- | ------ | --------------- | -------- | --------- | ------------------ |
| CS La Libertad |        | CS Herediano    | 2:1      | 0:7       | 0:2                |

### Relegation
| Meister 2°División | Gesamt | Letzter 1°División | Hinspiel | Rückspiel | Entscheidungsspiel |
| ------------------ | ------ | ------------------ | -------- | --------- | ------------------ |
| Rohrmoser FC       |        | CS Cartaginés      | 3:2      | 2:3       | 1:2                |

## Pokalwettbewerbe

### Copa Gran Bretaña 1947
Die Copa Gran Bretaña 1947 wurde vor der Saison ausgespielt. Im Finale schlug Heredia Alajuela mit 2:1.